# Équipe cycliste NU Colombia

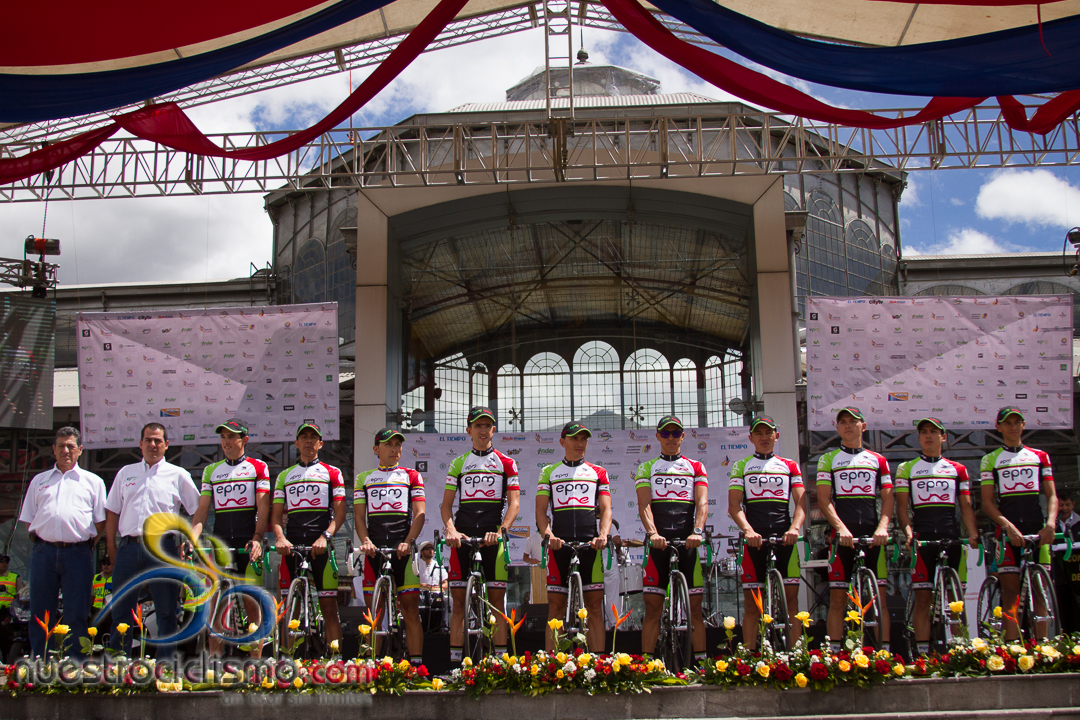
L'équipe lors de la présentation du Tour de Colombie 2013.

L'équipe cycliste NU Colombia est une équipe cycliste colombienne, créée en 1999 et ayant le statut d'équipe continentale entre 2010 et 2013. Elle ne se ré-affilie pas à l'UCI en 2014 et redémarre au plus haut niveau du cyclisme national colombien.  En 2015, la formation redevient une équipe continentale. La formation a été sponsorisée par l'entreprise Empresas Públicas de Medellín (EPM) pendant de nombreuses années et ce jusqu'en 2023.

## Histoire de l'équipe
En février 1998 est créée la société de télécommunications Orbitel. Celle-ci est détenue à 50 % par les Empresas Públicas de Medellín (EPM). En 1999, Orbitel décide de mieux se faire connaître du grand public, en sponsorisant une équipe cycliste. La formation prend le nom de 05 Orbitel, en accolant le numéro d'indicatif au nom de la société. C'est Raúl Mesa qui en est le directeur sportif avec son gendre Carlos Mario Jaramillo comme adjoint.
La première année, l'équipe remporte notamment le Clásico RCN avec Jairo Hernández et quatre étapes du Tour de Colombie. Toutefois, elle n'est pas affiliée à l'UCI.
En 2000, l'équipe rafle les deux courses les plus importantes du calendrier cycliste colombien. Elle remporte le Tour de Colombie avec Héctor Iván Palacio et le Clásico RCN par l'intermédiaire de Juan Diego Ramírez. 
En 2001, la formation est affiliée à l'UCI. Elle est inscrite en troisième division et à l'issue de la saison, elle remporte le classement général final de la catégorie. Cette année-là, Jairo Hernández gagne le contre-la-montre des championnats panaméricains de cyclisme tandis que Juan Diego Ramírez s'offre la course en ligne et le Clásico RCN. 
En 2002, 05 Orbitel redevient amateur (ou plus exactement, reste professionnel mais ne s'affilie pas à l'UCI).
En 2003, la formation fait de nouveau partie des équipes UCI, elle est inscrite en seconde division.
En juin 2006, les EPM rachètent les parts des coactionnaires d'Orbitel pour devenir le propriétaire à 100 % de cette société. L'organigramme de l'équipe ne change pas, Mesa et Jaramillo étant toujours les directeurs sportifs du groupe sportif. Seul le nom du sponsor change, il devient EPM-Orbitel.     
En août 2006, pour mieux affronter l'arrivée de la concurrence, EPM choisit d'isoler les activités du secteur des télécommunications au sein d'une société (EPM Telecomunicaciones) qui s'y consacre exclusivement sous la marque commerciale UNE. L'entreprise continue son sponsoring mais tout naturellement, au début de la saison 2007, le nom de la formation change pour UNE-Orbitel. Elle prend le statut d'équipe continentale et fait signer Santiago Botero, inquiété dans l'affaire Puerto. Celui-ci, et ce pour la première fois, remporte son Tour national.
L'équipe redevient amateur pour deux ans. Le nom d'Orbitel disparaît et Carlos Mario Jaramillo quitte la formation pour devenir le directeur sportif d'Indeportes Antioquia.
En 2010, on note l'inversion des noms des sponsors pour devenir l'équipe cycliste EPM-UNE. Mais surtout Mesa et ses coureurs accèdent de nouveau au statut d'équipe continentale. Ils finiront troisième du classement de l'UCI America Tour 2010, avec notamment des victoires au classement général final de la Volta Ciclística Internacional de Gravataí et du Tour de Santa Catarina.

### Une saison 2011 exceptionnelle
L'équipe cycliste EPM-UNE garde le statut d'équipe continentale pour 2011. Après un passage remarqué et remarquable en Espagne, elle remporte l'UCI America Tour 2011, au bout de la saison. Son meilleur coureur, Juan Pablo Suárez finit quant à lui cinquième.

#### Tour du Guatemala et début de saison
En octobre 2010, l'équipe est au départ du 50e Clásico RCN, avec l'intention de garder le titre, obtenu l'année précédente par Mauricio Ortega. Mais dès la deuxième étape, un fort virus lui ôte toute possibilité de le conserver. Rafael Infantino termine cinquième et Juan Pablo Suárez remporte la neuvième étape. Le dernier week-end du Clásico RCN, une autre partie de l'effectif domine, sans partage, la Clásica de Envigado. Elle gagne les trois étapes et le général par l'intermédiaire d'Ortega, rétabli. 
Le même mois, la formation dispute sa première épreuve de l'UCI America Tour 2011, le Tour du Guatemala. La 51e édition de cette course est totalement dominée par les EPM-UNE, avec quatre victoires d'étapes et le classement général final pour Giovanni Báez. L'équipe prend le maillot de leader (pour ne plus le quitter) au soir de la seconde étape, par l'intermédiaire du vainqueur du jour, Juan Pablo Suárez. Vainqueur également de la 3e étape, celui-ci se maintient en tête du classement général, jusqu'à la 7e étape, un contre-la-montre en côte de 14 kilomètres, où son compatriote et coéquipier, Giovanni Báez, en remportant l'étape, lui prend son maillot de leader. Lors de la 8e étape, Suárez récupère la première place que Báez lui subtilise le lendemain dans une échappée solitaire. Cette initiative (déposséder un coéquipier) n'est pas sans provoquer un certain malaise dans l'équipe. Mais trois jours plus tard, Giovanni Báez remporte l'épreuve, devant deux coéquipiers Suárez et Francisco Colorado. Suárez s'impose au classement par points et les EPM-UNE, au classement par équipes. 
En novembre, les EPM-UNE écrasent la Clásica de Marinilla en remportant toutes les étapes et le classement général par Jorge Humberto Martínez. Stíber Ortiz, en terminant légèrement détaché la course en ligne, remporte le Clásico El Colombiano, dépossédant pour une seconde l'ancien leader Weimar Roldán. Puis quelques jours plus tard, l'équipe se retrouve au Panama et domine la Vuelta a Chiriquí. Les membres de la délégation s'imposent lors de cinq étapes. Freddy Piamonte s'adjuge le classement général devant quatre de ses coéquipiers. Il s'impose comme le meilleur grimpeur tandis que sa formation repart avec le titre de meilleure équipe.
En Colombie, l'année cycliste 2011 commence, en février, par un critérium, organisé par la ligue d'Antioquia, à Medellín, Jaime Castañeda le remporte au sprint. À la fin du mois, la formation colombienne participe à une épreuve de l'UCI America Tour 2011 en République dominicaine, la Vuelta a la Independencia Nacional. Elle y remporte trois étapes par l'intermédiaire de Rafael Infantino et de Jaime Castañeda, ce dernier gagnant les deux dernières étapes de la course. En outre, Castañeda s'adjuge le classement par points de la compétition. Par contre, avec cinq coureurs dans les 20 premiers au classement général individuel et un seul dans les 10 (Freddy Piamonte 7e), les EPM-UNE sont largement dominés par la sélection vénézuélienne qui place trois coureurs dans les quatre premiers et tient en Tomás Gil, le vainqueur de l'épreuve. Les Colombiens terminent également seconds du classement par équipes derrière ces mêmes Vénézuéliens.   
En ce début de saison, l'équipe dispute également plusieurs courses du calendrier national (épreuves non-UCI). Elle gagne, par exemple, la Clásica de Rionegro, par l'intermédiaire de Walter Pedraza, la Vuelta al Valle del Cauca, grâce à Mauricio Ortega ou bien encore la Clásica Nacional Alcadía de Anapoima, avec Juan Pablo Suárez (victoires assorties de succès d'étape). Mais elle doit subir la loi d'Óscar Sevilla et de sa formation, lors de la première édition de la Clásica Internacional del Café (malgré la victoire de Juan Pablo Suárez, dans la dernière étape).

#### Voyage en Espagne
Début avril 2011, l'équipe débarque en Europe, pour disputer six épreuves, toutes en Espagne. L'effectif comprend huit coureurs qui disputent leur première course sur le sol ibérique, le 10 avril, à l'occasion de la Klasika Primavera. Les résultats y sont peu spectaculaires avec un seul homme, Giovanni Báez, dans la bonne échappée mais distancé à l'arrivée de 50 secondes et finalement 17e.
La seconde épreuve disputée est le Tour de Castille-et-León. Elle est marquée par le grave accident d'Iván Parra, lors de la 3e étape. Celui-ci est relevé avec une commotion cérébrale sans gravité, une fracture de la clavicule et un pneumothorax. Au classement général de l'épreuve, Juan Pablo Suárez termine à une remarquable sixième place à 47 secondes du vainqueur, Xavier Tondo. Suárez profite de ses qualités de grimpeur pour terminer dans le premier peloton, la troisième étape qui se termine en altitude et bénéficie de ses capacités de rouleur pour terminer septième de la quatrième étape, un contre-la-montre. La formation termine troisième du classement par équipes, derrière la Rabobank et l'autre équipe colombienne Colombia es pasión, seconde.
Pendant ce temps, d'autres coureurs de la formation sont alignés en Équateur, pour disputer la Clásica Panavial de Tulcán. Stíber Ortíz remporte la première étape, en solitaire et se maintient en tête du classement général, jusqu'au contre-la-montre de la cinquième étape. L'Équatorien Jorge Montenegro le remporte et avec, le classement général final, le lendemain. Ortíz se classe deuxième et Javier González, troisième. González s'adjuge, également, la dernière étape et le classement de la montagne. Tandis que le jeune Edward Beltrán remporte la quatrième étape, devant Ortíz.
Le 23 avril, la formation en Espagne participe au GP Llodio, avec Stiber Ortiz et Francisco Colorado, fraîchement arrivés, pour remplacer Iván Parra et Mauricio Ortega, blessés. De toutes les initiatives, la formation colombienne participe activement à la course, avec les deux nouveaux arrivants lancés dans des échappés. Elle a encore deux coureurs (Ortiz et Suárez) dans le groupe de vingt qui se dispute la victoire finale. Et là encore, Suárez est le meilleur, en terminant cinquième. 
Le lendemain, il fait encore mieux puisqu'il monte sur le podium du Tour de La Rioja, en terminant second, juste devant Giovanni Báez, troisième. Báez s'échappe dans la dernière ascension, à 10 km de l'arrivée. Seuls Imanol Erviti et Suárez le rejoignent dans la descente. Ils résistent au retour du peloton, défendant leur maigre avantage. Puis ils attaquent, à tour de rôle, Erviti mais ne peuvent contrer leur adversaire pour la victoire. Walter Pedraza, lui s'adjuge le classement du meilleur grimpeur.
À la suite des bons résultats obtenus depuis le début de leur périple espagnol et du relief particulièrement accidenté de l'épreuve, l'équipe colombienne arrive en position de favorite au départ de la Vuelta a Asturias, avec notamment Juan Pablo Suárez. La première étape est marquée par le numéro de Rafael Infantino qui s'échappe dans la dernière montée et qui n'est repris qu'à 4 kilomètres de l'arrivée. Dans le premier secteur de la seconde étape, c'est au tour de Stiber Ortíz de s'illustrer en restant leader virtuel, une bonne partie de l'étape. Lors de la troisième étape, étape-reine de l'épreuve avec une arrivée au sommet, ils sont encore cinq dont Suárez à pouvoir se disputer la victoire à la flamme rouge. Suárez se classe 5e et se replace 6e au classement général provisoire. La Subida al Naranco clôt cette édition sur des résultats mitigés, au vu du nouveau statut de l'équipe, elle place deux coureurs dans les 10 premiers. Báez finit 9e alors que Suárez rétrograde à la 7e place. Elle remporte, aussi, le classement du meilleur grimpeur avec Infantino et termine seconde du classement par équipes.
L'équipe dispute le week-end du 7 et 8 mai, sa dernière compétition en Espagne. La Vuelta a la Comunidad de Madrid est un triptyque avec une étape en ligne, un contre-la-montre, le premier jour et une arrivée en côte, le second jour. Cette ultime étape est remportée par Giovanni Báez, tandis que Walter Pedraza gagne le classement du meilleur grimpeur. Le premier au classement général final est Báez qui finit à la 7e place.
Pour une équipe continentale ne quittant jamais l'Amérique latine, le bilan de la tournée ibérique est globalement positif : Une victoire d'étape (Báez au Tour de Madrid), deux podiums (Suárez et Báez au Tour de La Rioja), trois classements du meilleur grimpeur et une attaque de tous les instants. Seul bémol, des résultats au Tour des Asturies en deçà des espérances. Les résultats des coureurs lors des six épreuves disputées en Espagne rapportent à l'équipe 179 points au classement de l'UCI Europe Tour 2011.

#### Tour de Colombie et fin de saison
La formation reprend la compétition sur une épreuve du calendrier national, la Vuelta a Antioquia, qui se déroule du 25 au 29 mai. Le retour en Colombie est difficile puisqu'elle termine cette course de préparation au Tour de Colombie 2011, sans grand résultat (un seul coureur dans les dix premiers du classement général final et pas de victoires d'étapes).
Raúl Mesa, fort de ses 41 participations et ses 12 titres en tant que directeur sportif, emmène l'équipe cycliste EPM-UNE affronter ses rivales lors du 61e Tour de Colombie (seule course de l'UCI America Tour 2011 dans ce pays). C'est la treizième participation à la Vuelta de la formation. À sa tête, il y a Giovanni Báez, vainqueur du Tour 2008 et Juan Pablo Suárez a son avantage lors des courses espagnoles du mois d'avril. Néanmoins, Iván Parra sera absent, insuffisamment remis de sa chute lors du Tour de Castille-et-León, tout comme Mauricio Ortega, vainqueur du Clásico RCN 2009. Le but de l'équipe est de remporter le titre. Même si, Báez espère monter sur le podium. Il réussit son objectif personnel puisqu'il termine deuxième mais échoue dans la réalisation de l'objectif des EPM-UNE, à savoir la victoire finale. Walter Pedraza remporte la 1re étape et malgré un contre-la-montre par équipes pénalisant, il se trouve à une seconde du leader à la veille du contre-la-montre final, Báez lui étant à 23 secondes. Dans celui-ci, ce dernier se rapproche à deux secondes de la victoire alors que Pedraza s'écroule et termine finalement à la 7e place. Il peut, toutefois, se consoler avec les classements du meilleur grimpeur et de la régularité qu'il remporte, tandis que la formation termine deuxième du classement par équipes.
En juillet, l'équipe accumule les victoires dans des courses du calendrier national, avec, par exemple, Stiber Ortíz qui remporte le classement général de la Clásica Ciudad de Girardot et de la Clásica de Marinilla, ou bien, avec Giovanni Báez qui gagne la Clásica de El Carmen de Viboral. Ces victoires sont assorties de plusieurs succès d'étapes. La formation se rend, également, au Brésil pour participer au Tour de Rio. L'équipe fait figure de favorite face à onze équipes brésiliennes et sept internationales. Lors de la première étape, elle confirme son rang, en plaçant cinq de ses six coureurs dans l'échappée victorieuse, qui prend plus de deux minutes au peloton. Dans la troisième étape, la plus montagneuse, les EPM-UNE construisent une stratégie qui ne laissent que trois coureurs avec eux. Dans la descente du dernier col, Juan Pablo Suárez s'échappe et remporte l'étape avec 22 secondes d'avance sur ces compagnons d'échappée. Suárez devance Castañeda et Beltran pour un triplé et s'empare du maillot de leader. Ses cinq coéquipiers se situent entre la 3e et la 11e place du classement général. Pendant la quatrième étape, les Colombiens vont accentuer leur domination. Les six membres de la formation ne vont garder avec eux que huit concurrents lors de ce parcours accidenté, laissant les autres (et notamment le dauphin de Juan Pablo, Rafael Andriato) à plus de dix minutes. À l'arrivée, ils sont quatre aux quatre premières places du classement général, les deux derniers se situant entre la 6e et la 9e place. Suárez et l'équipe EPM-UNE remportent les classements individuel et par équipes du Tour de Rio, le lendemain.
À la mi-août, Báez s'adjuge la Clásica del Club Deportivo Boyacá, victoire qu'il consolide en gagnant le contre-la-montre final. Puis à la fin du mois, l'équipe voyage aux États-Unis, pour disputer le USA Pro Cycling Challenge (ou Tour du Colorado), une épreuve de l'UCI America Tour, particulièrement relevé puisque les trois premiers du Tour de France 2011 et pas moins de huit équipes de l'élite mondiale (ou UCI ProTeams) sont présentes. La formation place quatre coureurs dans les 25 premiers du classement général final. Rafael Infantino termine sixième (grâce à sa troisième place dans la 3e étape, un contre-la-montre en côte), Juan Pablo Suárez, lui, finit quatorzième. Jaime Castañeda échoue à la deuxième place de la 5e étape, alors que Walter Pedraza, porteur du maillot rouge de leader du classement de la montagne, pendant quatre étapes, en est dépossédé le dernier jour par Rafael Montiel. L'équipe termine, également, troisième au classement par équipes. Au mois de septembre, Mauricio Ortega redevient compétitif et remporte pour la seconde fois consécutivement la Clásica Trepadores a Santa Elena, une course de côte, où il finit seul les dix derniers kilomètres d'ascension concrétisant la supériorité des EPM-UNE. 
L'équipe remporte l'UCI America Tour 2011 par équipes, en prenant la tête du classement lors de la dernière mise à jour du 30 septembre.

#### Automne
Le jour même, l'équipe prend le départ du Clásico RCN, la course la plus importante du calendrier national après le Tour de Colombie. Après avoir subi la domination de Sergio Henao, Rafael Infantino prend le dessus et remporte les trois dernières étapes, le classement du meilleur grimpeur et le classement général final. Tandis que sa formation s'adjuge le classement par équipes, avec une demi-heure d'avance sur leurs suivants. Les EPM-UNE sont quatre dans les dix premiers à l'arrivée (dont deux sur le podium). De plus, Javier Gómez, membre de l'équipe des moins de 23 ans, gagne la première étape.
En novembre, Stíber Ortiz remporte, pour la seconde année consécutive le Clásico El Colombiano, en gagnant la dernière étape. Puis, l'équipe termine l'année 2011 en se rendant au Panama, pour disputer la Vuelta a Chiriquí. La formation y remporte quatre étapes, deux grâce à Stíber Ortiz et une chacun pour Jaime Castañeda et Edwin Carvajal. De plus, ce dernier remporte le Grand Prix de la montagne. Par contre, le meilleur d'entre eux, Róbigzon Oyola ne termine qu'à la cinquième place du classement général.

### Saison 2012
La formation perd Juan Pablo Suárez, son meilleur élément au classement de l'UCI America Tour 2011 et redémarre avec le statut d'équipe continentale. Deux succès remarquables se détachent lors des bilans, la victoire de Ramiro Rincón dans le Tour du Guatemala (es) et celle de Giovanni Báez dans la première édition de la Vuelta al Mundo Maya (es), deux compétitions de l'UCI America Tour.

### Saison 2013
Malgré les défections d'hommes d'envergure tels que Rafael Infantino ou Mauricio Ortega, l'arrivée d'Óscar Sevilla permet à la formation de réaliser un printemps exceptionnel. Non seulement les EPM-UNE remportent six courses à étapes sur les sept qu'ils disputent, mais ils s'imposent dans le championnat de Colombie, par l'intermédiaire de Walter Pedraza et, surtout, Sevilla s'adjuge le Tour de Colombie, au début de l'été. Le reste de la saison est moins brillant mais reste excellent. La formation gagne encore quatre autres courses à étapes, dont deux à l'étranger, le Tour de Rio, épreuve de l'UCI America Tour 2013 et la Vuelta al Mundo Maya.

### Saison 2014

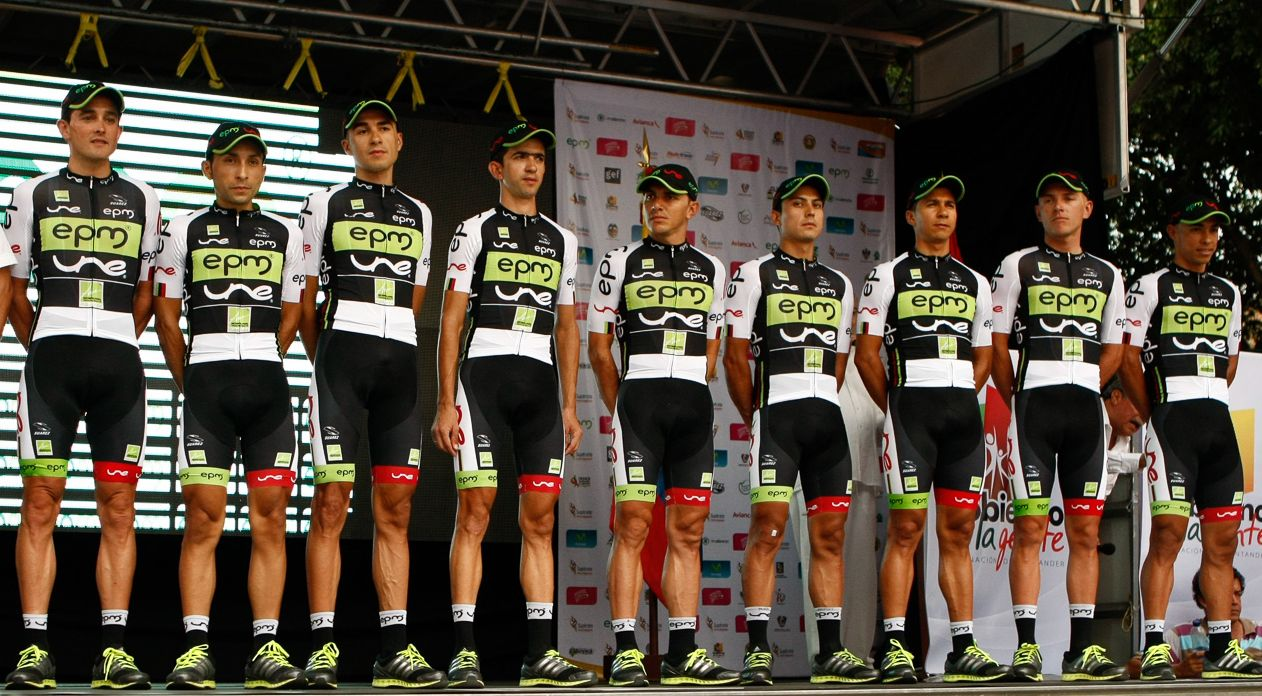
L'équipe en 2014

À l'image de la saison précédente, Óscar Sevilla et sa formation dominent toujours le cyclisme colombien. L'équipe EPM-UNE-Área Metropolitana remporte huit courses par étapes du calendrier national (dont six par l'intermédiaire de Sevilla). Le Colombo-espagnol conserve son titre dans le Tour de Colombie, seule épreuve de l'UCI America Tour 2014 sur le territoire colombien. Il s'adjuge, en outre, le Tour de Rio, autre course de l'UCI America Tour et son coéquipier Róbigzon Oyola gagne, en fin d'année, la Vuelta a Chiriquí, épreuve la plus importante du calendrier panaméen.

### Saison 2017
Le 12 février, l'équipe continentale se réunit pour la première fois au complet lors de sa concentration à Rionegro (département d'Antioquia). Son chef de file sera Fabio Duarte pour la saison qui débute, pour la formation, lors de la Clásica de Rionegro. Cette année, l'équipe aura uniquement comme sponsor les Empresas Públicas de Medellín (EPM). La formation a subi de nombreux changements à l'inter-saison mais s'appuie sur des hommes présents depuis de nombreuses années.

### Saison 2020
Début novembre 2019, la formation présente ses nouvelles recrues (au nombre de six) pour la saison suivante. Il s'agit du retour de Juan Pablo Suárez qui avait gagné le Clásico RCN 2017 avec les EPM. Il est accompagné par les frères Reyes Aldemar et Yeison, également en provenance de l'équipe GW Shimano. Autre retour dans le giron EPM, Diego Ochoa qui a terminé 2019 chez EBSA Empresa de Energía de Boyacá. Les renforts sont complétés par l'arrivée de Germán Chaves et d'Eduardo Estrada venant respectivement de Coldeportes-Zenú et de Coldeportes-Bicicletas Strongman. Tous ces coureurs viennent épauler Freddy Montaña, Alexander Gil, Miguel Ángel Reyes et Jhon Anderson Rodríguez déjà présents en 2019 dans la formation.

### Saison 2022
En novembre 2021, la formation attire deux renforts de poids avec deux anciens pensionnaires d'équipes WorldTour, dont les contrats non pas été renouvelés, Rodrigo Contreras et Cristian Muñoz. Auxquelles s'ajoute Óscar Dubian Galvis, membre de la filiale des Caja Rural, qui revient dans les rangs de l'équipe, avec laquelle il avait été vice-champion de la Vuelta de la Juventud en 2020. Ceci pour pallier le départ d'Aldemar Reyes, leader principal de la formation en 2021, vers le Team Medellín. En décembre, un quatrième renfort est annoncé en la personne de Brayan Ramírez, vainqueur de la sixième étape du Clásico RCN et quatrième de la Vuelta a Chiriquí, à l'automne.

De plus, lors de cette annonce, Raúl Mesa, le directeur sportif de la formation déclare renoncer pour la saison 2022 à la licence continentale, en raison de l'annulation du Tour Colombia. L'équipe antioqueña va se focaliser sur le calendrier cycliste national, tout en n'excluant pas des participations à quelques courses aux États-Unis, en tant que sélection colombienne.

## Principales victoires

### Courses par étapes
- Tour de La Rioja : Félix Cárdenas (2003)
- Tour de Colombie : Santiago Botero (2007), Giovanni Báez (2008), Óscar Sevilla (2013, 2014 et 2015) et Rodrigo Contreras (2024)
- Girobio : Cayetano Sarmiento (2009)
- Tour de Gravataí : Jaime Castañeda (2010)
- Tour du Guatemala : Giovanni Báez (2010) et Ramiro Rincón (2012)
- Tour de Rio : Heberth Gutiérrez (2003), Juan Pablo Suárez (2011) et Óscar Sevilla (2013 et 2014)
- Vuelta a la Independencia Nacional : Robigzon Oyola (2015)
- Tour Colombia : Rodrigo Contreras (2024)

### Championnats nationaux
- Championnats de Colombie : 1
  - Course en ligne : 2013 (Walter Pedraza)

## Classements UCI
En 2001 et 2003, l'équipe fait partie des Groupes Sportifs III, soit la troisième division mondiale.
| Saison | Classement par équipes | Meilleur coureur au classement individuel |
| ------ | ---------------------- | ----------------------------------------- |
| 2001   | 1re (GSIII)            | Juan Diego Ramírez (352e)                 |
| 2003   | 20e (GSII)             | Marlon Pérez (501e)                       |

Depuis 2007, l'équipe participe aux épreuves des circuits continentaux et principalement les courses du calendrier de l'UCI America Tour. Les tableaux ci-dessous présentent les classements de l'équipe sur les circuits, ainsi que son meilleur coureur au classement individuel. 
UCI America Tour
| Saison | Classement par équipes | Meilleur coureur au classement individuel |
| ------ | ---------------------- | ----------------------------------------- |
| 2007   | 10e                    | Santiago Botero (8e)                      |
| 2008   | -                      | -                                         |
| 2009   | -                      | -                                         |
| 2010   | 3e                     | Juan Pablo Suárez (18e)                   |
| 2011   | 1re                    | Juan Pablo Suárez (5e)                    |
| 2012   | 8e                     | Ramiro Rincón (29e)                       |
| 2013   | 5e                     | Óscar Sevilla (9e)                        |
| 2014   | -                      | Óscar Sevilla (2e)                        |
| 2015   | 5e                     | Óscar Sevilla (5e)                        |
| 2016   | 12e                    | John Anderson Rodríguez (93e)             |
| 2017   | 31e                    | Juan Pablo Suárez (111e)                  |
| 2018   | 20e                    | Diego Ochoa (74e)                         |
| 2019   | 22e                    | Edwin Carvajal (190e)                     |
| 2020   | 10e                    | Freddy Montaña (58e)                      |

UCI Asia Tour
| Saison | Classement par équipes | Meilleur coureur au classement individuel |
| ------ | ---------------------- | ----------------------------------------- |
| 2012   | 36e                    | Giovanni Báez (65e)                       |

UCI Europe Tour
| Saison | Classement par équipes | Meilleur coureur au classement individuel |
| ------ | ---------------------- | ----------------------------------------- |
| 2010   | 89e                    | Edward Beltrán (385e)                     |
| 2011   | 59e                    | Juan Pablo Suárez (124e)                  |
| 2012   | 94e                    | Giovanni Báez (437e)                      |
| 2015   | 135e                   | Óscar Sevilla (1222e)                     |
| 2016   | 129e                   | John Anderson Rodríguez (1259e)           |
| 2018   | 145e                   | Daniel Muñoz (2079e)                      |

L'équipe est également classée au Classement mondial UCI qui prend en compte toutes les épreuves UCI et concerne toutes les équipes UCI.
| Saison | Classement par équipes | Meilleur coureur au classement individuel |
| ------ | ---------------------- | ----------------------------------------- |
| 2016   | -                      | John Anderson Rodríguez (872e)            |
| 2017   | -                      | Juan Pablo Suárez (1317e)                 |
| 2018   | -                      | Diego Ochoa (1045e)                       |
| 2019   | 182e                   | Edwin Carvajal (1350e)                    |
| 2020   | 125e                   | Freddy Montaña (784e)                     |

## EPM-Scott en 2022
| Cycliste          | Date de naissance | Nationalité | Équipe 2021            |  |
| ----------------- | ----------------- | ----------- | ---------------------- |  |
| Rodrigo Contreras | 2 juin 1994       | Colombie    | Astana-Premier Tech    |  |
| Cristian Muñoz    | 20 mars 1996      | Colombie    | UAE Team Emirates      |  |
| Alejandro Osorio  | 28 mai 1998       | Espagne     | Caja Rural-Seguros RGA |  |